# Мелиссино, Иван Иванович
Иван Иванович Мелиссино (1718, Рига — 23 марта (3 апреля) 1795, Москва) — деятель Русского Просвещения из рода Мелиссино, тайный советник, директор и куратор Московского университета.

## Биография
Происходил из древнего греческого рода, находившегося в родстве с византийскими императорами. Сын вице-президента Коммерц-коллегии (1740—1745) И. А. Мелиссино, грека, поступившего на русскую службу ещё при Петре I; брат генерала П. И. Мелиссино.
Среднее образование получил в Сухопутном шляхетском корпусе, где учился с 1732 года, одновременно с А. П. Сумароковым. Окончил корпус в 1740 году прапорщиком и был определён в гражданскую службу; в 1745 году входил в комиссию, ревизовавшую Кунсткамеру и библиотеку Академии наук; в 1746 году поступил в Ревельскую генерал-губернаторскую канцелярию.
По представлению куратора Московского университета И. И. Шувалова в 1757 году был назначен директором Московского университета. Прибыв в Москву (11.5.1757), он приступил к разбору финансовых и хозяйственных дел университета, оставшихся нерешёнными в связи со скоропостижной смертью первого директора А. М. Аргамакова. Столкнувшись с нехваткой денег в университетской казне, просил Шувалова принять немедленные меры к её восполнению. Мелиссино первым выдвинул идею создания при Московском университете домового храма, поскольку «учащемуся юношеству ничего так к доброму воспитанию не нужно, как влагать в их сердца страх Божий, знание закона Христианского и его таинств». Занимался обустройством быта студентов и учеников гимназии, предложил открыть университетский лазарет. Составил новый подробный план обучения гимназистов. Летом 1757 и зимой 1759—1760 годов Мелиссино привозил лучших учеников гимназии (среди которых был Г. А. Потёмкин и Д. И. Фонвизин) в Санкт-Петербург для представления основателям университета: императрице Елизавете Петровне, Шувалову и М. В. Ломоносову. Занимался оборудованием типографии университета, закупками книг для университетской библиотеки. В 1760—1762 годах участвовал в обсуждении проекта Регламента Московского университета.
Был переведён (10.6.1763) из Московского университета на должность обер-прокурора Святейшего Синода (1763—1768) с чином действительного статского советника (ближайшим его помощником был назначен камер-юнкер Г. А. Потёмкин). На этом посту Мелиссино предлагал развить и углубить затеянную Екатериной секуляризацию. В составленных им «Пунктах» — проекте наказа синодальному депутату в законодательной комиссии 1767 г. — фактически предлагал программу широкой реформы русской церкви в протестантском духе (отмена постов, поклонения иконам и мощам, треб по усопшим, сокращение церковных служб, закрытие монастырей, упрощение разводов, разрешение епископам жениться, ношение священниками гражданского платья и т. п.). Известна долгая переписка Мелиссино с Екатериной II по этим вопросам. Члены Синода, однако, уклонились от обсуждения «Пунктов»; по-видимому они не получили поддержки и у Екатерины II, что привело к отставке Мелиссино в октябре 1768.
Уволенный в 1768 г. от должности обер-прокурора, Мелиссино был назначен почётным опекуном Воспитательного дома, помощником И. И. Бецкого (1768—1770). По собственной просьбе был назначен Екатериной II (1.1.1771) на должность куратора Московского университета, которую он исполнял до конца жизни (1771—1795). При отошедшем от дел В. Е. Адодурове именно Мелиссино с этого времени возглавлял управление университетом. На торжественном собрании (17.2.1771) по случаю прибытия в Московский университет Мелиссино произнёс речь со словами: «Мы не можем сослужить отечеству важнейшей и полезнейшей службы, как двинув всеми силами вперёд правильное воспитание и учение юношества. Сей труд, хотя часто скучный и неприятный, однако не только настоящему веку, но и потомкам полезен, которые через долгое время, после нашей жизни, о наших трудах судить будут. Эта слава, когда мы всё оставим, останется нашею и за нами последует».
Деятельность Мелиссино как куратора была направлена на развитие учёных трудов в области русского языка и литературы. Летом 1771 для этих целей им было открыто Вольное российское собрание (тогда же Мелиссино был избран его председателем). На его заседаниях Мелиссино выдвинул программу «усовершенствования природного языка», в 1770-е гг. занимался переводами, в 1783 избран в Российскую академию и вместе с другими её членами, жившими в Москве, участвовал в работе над академическим словарём русского языка, привлекая к ней многих преподавателей и студентов Московского университета. При поддержке Мелиссино профессорская корпорация Московского университета пополнилась новыми членами, как из числа воспитанников университета (Д. С. Аничков, 1771; Х. А. Чеботарёв, 1776; И. А. Сибирский, 1778), так и приглашённых из-за границы (Х. М. Маттеи, И. И. Вечь, М. И. Скиадан, все — 1776; Ф. Ф. Керестури 1778).
В июне 1778 Мелиссино получил высочайшее разрешение, сохраняя звание куратора, выехать за границу. В качестве замены ему новым куратором Московского университета был назначен М. М. Херасков. Однако, вернувшись из-за границы (21.2.1782), Мелиссино вскоре высказал неудовольствие распространившимся в Московском университете духом «мартинизма», связанным с деятельностью профессора И. Г. Шварца и арендатора университетской типографии Н. И. Новикова. Мелиссино добился удаления Шварца из университета, с неприязнью относился к деятельности Дружеского учёного общества (которая практически привела к прекращению Вольного российского собрания). К числу последних дел Мелиссино относилось завершение возведения главного корпуса Московского университета на Моховой, в котором по давней мысли Мелиссино была устроена домовая церковь св. мученицы Татианы.
Масон, в 1786—1787 гг. член петербургской ложи «Молчаливости» (Скромности).
Отпевание Мелиссино совершил митрополит Московский Платон, у гроба дежурили студенты университета. Портрет Мелиссино был торжественно установлен в Большой аудитории главного корпуса Московского университета.

## Личная жизнь
Вторая жена (с 1760) — княжна Прасковья Владимировна Долгорукова (1735—1824), дочь рижского губернатора В. П. Долгорукова (ум. 1761) и сестра генерала Ю. В. Долгорукова. Выросла в богатом родительском доме и, по её словам, «учили её мало, но зато одевали роскошно». С Мелиссино познакомилась в Риге в 1753 году и полюбила его. Князь Долгоруков был против их брака и запрещал им видеться. Чтобы отвести подозрения отца, княжна предложила возлюбленному жениться на её подруге, что тот и сделал в 1754 году. В 1759 году Мелиссино овдовел, а через год Прасковья Васильевна бежала из дома и обвенчалась с ним. Узнав об этом, князь Долгоруков лишил дочь наследства и проклял. С отцом она больше не видалась, он же говорил, что у него нет дочери и запрещал произносить её имя вслух.
Супруги жили счастливо, но весьма скромно. Позднее князь Юрий Долгоруков выделил опальной сестре имение, которое обеспечивало её. После смерти мужа Прасковья Васильевна очень горевала и в память о нем в 1797 году выстроила в своей усадьбе в селе Константиново Храм Успения Пресвятой Богородицы. Не имея своих детей, она воспитывала Алексея Пушкина, оставленного матерью на её попечение, когда она последовала за мужем в ссылку в Сибирь. Вдова Мелиссино умерла в глубокой старости в семье своего воспитанника.